# سليمان إبراهيم العسكري
سليمان إبراهيم العسكري أستاذ جامعي في جامعة الكويت من عام 1972 حتى 1978.

## المناصب
- مدير المركز العربي للبحوث التربوية لدول الخليج - الكويت منذ عام 2015 وحتى الآن
- شغل منصب رئيس تحرير مجلة العربي منذ عام 1999 و حتى عام 2013م .
- حاصل على ماجستير في التاريخ العربي الإسلامي من مصر. جامعة القاهرة.
- دكتوراه في تاريخ الخليج والجزيرة العربية من المملكة المتحدة.جامعة مانشستر.
- شغل بعد تخرجه بالقاهرة منصب رئيس مكتب مقاطعة إسرائيل في الكويت . 1965-1968
- عمل معيداً بقسم التاريخ بجامعة الكويت ثم معيد بعثة 1972- 1978م
- عمل مدرساً لتاريخ الخليج والحضارة العربية بجامعة الكويت 1984م-1994م.
- شغل منصب أمين عام المجلس الوطني للثقافة والفنون والآداب 1989 ميلادية- ثم من 1993 ميلادية-1998 ميلادية.
- أشرف على هيئة سلسلة كتاب عالم المعرفة في الكويت.
- أشرف على سلسلة «من المسرح العالمي» في الكويت
- ترأس تحرير مجلة عالم الفكر الكويتية.
- عضو مجالس ولجان وهيئات تحرير العديد من الجمعيات واللجان والروايات والمجلات الكويتية والعربية.
- شارك في تأسيس المركز الإعلامي الكويتي بالقاهرة» في أكتوبر 1990 م إبان الاحتلال العراقي لدولة الكويت.
- في عام 1999م كلف برئاسة تحرير مجلة العربي التي تصدر عن دولة الكويت.
- أصدر كتاب العربي الصغير ليكون ملحقا بمجلة العربي الصغير.
- أصدر ملحق العربي العلمي في يونيو 2005م
- أسس وأصدر مجلة (العربي العلمي) في يونيو 2011م كمجلة شهرية- الكويت.
- أسس للندوة السنوية التي تقيمها مجلة العربي سنويًا في الكويت، وصدرت أعمال كل الندوات في سلسلة كتاب العربي..

## التكريم الذي حصل عليه
- جائزة الكويت التقديرية لعام 2009 م
- تكريم من مجلة دبي الثقافية، دبي 2009م.
- حصلت مجلة العربي على جائزة مؤسسة العويس خلال رئاسته عام 2002م.
- تكريم من اتحاد المؤرخين العرب بالقاهرة 2007م.
- حصلت «العربي» في رئاسته على أفضل مجلة عربية ثقافية باستفتاء الأهرام الدولي بالقاهرة 2002م.

كرمه الرئيس المصري حسني مبارك عام 2000، ضمن نخبة من المفكرين العرب.

## عضوية لجان ومجالس إدارات
- 1 عضو المجلس الوطني للثقافة والفنون والآداب ــ دولة الكويت.
- 2 عضو مجلس أمناء المجمع الثقافي العربي ــ بيروت.
- 3 عضو مجلس أمناء المركز القومي للترجمة بجمهورية مصر العربية
- 4 عضو مجلس إدارة مركز تطوير التنمية الثقافية بمؤسسة قطر للتعليم والثقافة.
- 5 عضو مجلس إدارة المعهد العالي للفنون الموسيقية بدولة الكويت.
- 6 عضو المكتب التنفيذي لأكاديمية الكــويت للفنون * دولة الكويت.
- 7 عضو اللجنة العليا للاحتفال بمئوية الأديب والروائي العالمي نجيب محفوظ. مكتبة الأسكندرية.
- 8 عضو مجلس الأمناء بالمجلس العربي لكتاب الطفل والنشء ــ القاهرة.
- 9 عضو مجلس الأمناء لاتحاد المؤرخين العرب ــ القاهرة، عضو مؤسس.
- 10 مؤسس منتدى الفكر العربي برئاسة الأمير الحسن بالأردن.
- 11 عضو جمعية التاريخ والآثار لدول مجلس التعاون لدول الخليج العربية.
- 12 عضو مراسل بمجمع اللغة العــربية بدمشق.
- 13 هيئة تحرير مجلة الدراسات الإعلامية ــ القاهرة
- 14 عضو هيئة تحرير مجلة (المؤرخ العربي) ــ القاهرة.
- 15 عضو جمعية الخريجين الكويتية.
- 16 عضو جمعية الصحافيين الكويتية.
- 17 عضو اتحاد الصحافيين العرب.
- 18 عضو اتحاد الصحفيين العالمي .
- 19 مستشار المركز الكوري للثقافة العربية والإسلامية.
- 20 عضو المجلس الأعلى للجامعة ــ جامعة الكويت 1993م ــ 1998م.
- 21 عضو المجلس الأعلى للتعليم ــ دولة الكويت 1993م ــ 1998م.
- 22 عضو مجلس أمناء معهد تاريخ العلوم العربية والإسلامية بجامعة فرانكفورت. (ممثل دولة الكويت)
- 23 اللجنة الوطنية الكويتية للتربية والعلوم والثقافة.
- 24 مجلس إدارة شركة التقدم العلمي للنشر والتوزيع بالكويت. (مؤسسة الكويت للتقدم العلمي).
- 25 لجنة المنح الدراسية بوزارة التعليم العالي 1993م.
- 26 لجنة التأليف والترجمة والنشر بمؤسسة الكويت للتقدم العلمي.
- 27 اللجنة الدائمة للثقافة العربية، بالجامعة العربية 1998م ــ 1998 م.
- 28 نائب رئيس المكتب الدائم للجنة الثقافة العربية بالجامعة العربية.
- 29 وفد الكويت للمؤتمرات العامة لمنظمة اليونسكو ــ باريس 1984م * 1998م.
- 30 نائب ممثل دولة الكويت في المجلس التنفيذي لمنظمة اليونسكو 1985م ـ1998م.
- 31 رئيس لجنة الخطة بالمجلس الوطني للثقافة والفنون والآداب بالكويت 1984م * 1998م.
- 32 رئيس ومؤسس (مهرجان القرين الثقافي دولة الكويت) 1994م ــ 1998م.
- 33 شارك في اجتماعات لجان الخطة الشاملة للثقافة العربية * الكويت 1982م.

## مؤلفات وأبحاث
1. التجارة والملاحة في الخليج العربي ــ القاهرة 1972م.
2. كشف الغمة ــ في تاريخ عمان ــ تحقيق ودراسة 1994م.
3. حلم التنوير العربي (عبد العزيز حسين) ــ دراسة + إشراف وتحرير دار سعاد الصباح * الكويت 1995م.
4. الكويت والتنمية الثقافية ــ الكويت 1998م.
5. تحديات الثقافة العربية- دار الجمل -بيروت -2013م

## مقالات ودراسات
- مقالات منشورة في مطبوعات: المجلس الأعلى للثقافة ــ مصر، والمجمع الثقافي العربي في بيروت، ومنتدى الفكر العربي في عمان والمنظمة العربية للتربية والعلوم والثقافة ــ الجامعة العربية.
- مقالة شهرية في مجلة العربي، وجريدة الأهرام المصرية.

## نشاطات أخرى
- 1 مشارك في مؤتمرات وندوات الإصلاح العربي * مكتبة الإسكندرية.
- 2 مشارك في مؤتمرات وندوات المجلس العربي للطفولة العربية * القاهرة.
- 3 مؤسس ونائب مدير المركز الإعلامي الكويتي بالقاهرة/ أغسطس 1990 * 1991م.
- 4 إصدار نشرة صوت الكويت من القاهرة 1990 ـ 1991م. (المركز الإعلامي الكويتي).
- 5 إعادة إصدار سلسلة كتاب «عالم المعرفة» من القاهرة إبان احتلال العراق للكويت.

ساهم في نشاطات الحركة الطلابية العربية بالقاهرة وإبان المرحلة الناصرية ضمن العمل القومي العربي (جناح حركة القوميين العرب)، وكام مسئولًأ عن لجنة الصحافة في رابطة طلبة الكويت في القاهرة (1959-1964).

## من مقالاته
- ملامح ثورة جديدة[2]